# Hjalti Guðmundsson
Hjalti Steinar Guðmundsson (ur. 20 marca 1978) – islandzki pływak specjalizujący się w stylu klasycznym, olimpijczyk.
Reprezentował Islandię w konkursie pływania na 100 metrów stylem klasycznym na Letnich Igrzyskach Olimpijskich 2000, które odbyły się w Sydney. Ukończył konkurencję w czasie 1:05.55, zajął 6. miejsce. Jednocześnie odpadł w fazie eliminacji.